# رشاد حقلي
الرشاد الحقلي أو حُرْف السطوح أو خَرْدَل فارسي أو صِنَاب بريّ نوع نباتي ينتمي إلى جنس الرشاد من الفصيلة الصليبية.